# 片野駅
片野駅（かたのえき）は、福岡県北九州市小倉北区片野三丁目にある、北九州高速鉄道（北九州モノレール）小倉線の駅。駅番号は「05」。

## 歴史
- 1985年（昭和60年）1月9日：開業[1]。
- 2015年（平成27年）10月1日：ICカード「mono SUGOCA」の利用が可能となる[2]。

## 駅構造
相対式ホーム2面2線を有する高架駅。

### のりば
| 番線 | 路線    | 行先       |
| ---- | ------- | ---------- |
| 1    | ■小倉線 | 企救丘方面 |
| 2    | ■小倉線 | 小倉方面   |

## 利用状況
2019年度の1日平均乗降人員は4,490人である。

## 駅周辺
- 福岡県警察小倉北警察署片野交番
- 美萩野女子高等学校
- 小倉日新館中学校
- 北九州市立貴船小学校
- 豊和銀行北九州支店
- トーハン北九州支店
- 美萩野臨床医学専門学校
- 九州医療スポーツ専門学校
- ベルクラシック小倉
- スーパーセンタートライアル東篠崎店
- 小倉片野郵便局

## バス路線
駅直下に「片野駅」停留所がある。ほぼ全路線を西鉄バス北九州が運行する。
南進
- なかたに号 - 西鉄天神高速バスターミナル 方面（西鉄バス）
- 北九州空港エアポートバス - 北九州空港 方面
- 10・11 - 吉田団地・恒見営業所 方面
- 特快10 - 沼小学校前・恒見営業所 方面
- 12 - 若園・小倉南区役所前・国立小倉医療センター・中谷 方面
- 14 - 沼団地・下吉田団地第一 方面
- 15 - 沼団地・沼小学校前・四季彩の丘第5 方面
- 17 - 下曽根駅北口・弥生が丘営業所 方面
- 18 - 下曽根駅北口・九州労災病院 方面
- 36 - 北方駅・志徳団地・志井車庫 方面

北進
- 10・特快10・12・14・15 - 三萩野・小倉駅バスセンター・砂津 方面
- 11 - 三萩野・南小倉駅前・井堀・浅生通り・浅生市場前 方面
- 17・18 - 三萩野・魚町・青葉車庫 方面
- 36 - 三萩野・ソレイユホール・ムーブ前・魚町・小倉駅バスセンター・砂津 方面

## 隣の駅
北九州高速鉄道
■小倉線
香春口三萩野駅(04) - 片野駅(05) - 城野駅(06)